# 캐릭터 (1997년 영화)
《캐릭터》(Karakter, Character)는 네덜란드에서 제작된 마이크 반 디엠 감독의 1997년 드라마, 범죄, 미스터리 영화이다. 얀 데클레어 등이 주연으로 출연하였다. 아카데미 외국어영화상 수상작이다.

## 출연

### 주연
- 얀 데클레어
- 페자 반 휴에트
- 베티 슈어맨

### 조연
- 빅토르 로우
- 타마르 반 덴 도프
- 한스 케스팅
- 루 랜드리

## 한국어 더빙 성우진(MBC, 2003년 3월 9일)
- 김기현 - 드레버하번 (얀 데클레흐)
- 김영선 - 야코프 (페자 반 휴에트)
- 김태훈 - 반장 (프란스 보스트만)
- 이종혁 - 렌텐스테인 (루 랜드리)
- 최성우 - 요바 (베티 슈어맨)
- 박조호 - 한켈라르 변호사 (빅토르 로우)
- 윤성혜 - 죠르쥬 (타마 반 덴 돕)
- 김용준
- 최한
- 문남숙
- 박신희
- 방성준
- 이원찬
- 정재헌
- 조현정

## 기타
- 의상: 제니 테미